# Marcantoni
Marcantòni è una frazione di Feroleto Antico, comune italiano in provincia di Catanzaro (Calabria).

## Geografia fisica
La piccola frazione, o località, di Marcantoni, è situata 670 m s.l.m. e si trova a 4,8 km dal comune di Feroleto Antico, vicino a Jevoli e Giacinti. Marcantoni conta circa 23 abitanti.
È la più piccola frazione del comune di Feroleto Antico dopo San Filippo, altra località facente parte del comune.

## Storia
Marcantoni, così come Jevoli, fu fondata da profughi del comune di Serrastretta, più precisamente da un certo “Marcoantonio”, da cui certamente prese il nome.
La frazione fa parte della parrocchia di Jevoli-San Michele. 

## Monumenti e luoghi d'interesse
A Marcantoni non vi sono chiese, ma al centro della piccola frazione vi é una fontana, famosa per i suoi presunti poteri curativi.
Nel medesimo muro della fontana è presente una piccola nicchia nella quale è stata collocata una piccola statua di Padre Pio.